# Добромеж (гміна)
Гміна Добромеж (пол. Gmina Dobromierz) — сільська гміна у південно-західній Польщі. Належить до Свідницького повіту Нижньосілезького воєводства.
Станом на 31 грудня 2011 у гміні проживало 5430 осіб.

## Площа
Згідно з даними за 2007 рік площа гміни становила 86.46 км², у тому числі:
- орні землі: 72.00%
- ліси: 16.00%

Таким чином, площа гміни становить 11.64% площі повіту.

## Населення
Станом на 31 грудня 2011:
| Опис     | Загалом | Загалом | Чоловіки | Чоловіки | Жінки | Жінки |
| -------- | ------- | ------- | -------- | -------- | ----- | ----- |
| одиниця  | осіб    | %       | осіб     | %        | осіб  | %     |
| все      | 5430    | 100     | 2718     | 50.06    | 2712  | 49.94 |
| міське   | 0       | 100     | 0        |          | 0     |       |
| сільське | 5430    | 100     | 2718     | 50.06    | 2712  | 49.94 |

## Сусідні гміни
Гміна Добромеж межує з такими гмінами: Болькув, Мшцивоюв, Пашовіце, Старе Боґачовіце, Стшеґом, Швебодзіце.